# Janosch Brugger
Janosch Brugger (* 6. Juni 1997 in Titisee-Neustadt) ist ein deutscher Skilangläufer. Er gehört seit 2016 dem Zoll-Ski-Team an.

## Werdegang
Brugger, der für den WSG Schluchsee startet und seit August 2016 dem Zoll-Ski-Team angehört, nahm von 2012 bis 2017 an U18 und U20-Rennen im Alpencup teil. Dabei gewann er in der Saison 2016/17 die U20-Gesamtwertung und belegte in der Saison 2015/16 den dritten Platz in der U20-Gesamtwertung. Bei den Junioren-Weltmeisterschaften 2014 in Val di Fiemme kam er auf den 33. Platz über 10 km klassisch, auf den 25. Rang im Skiathlon und auf den neunten Platz mit der Staffel. Im folgenden Jahr holte er beim Europäischen Olympischen Winter-Jugendfestival 2015 in Steg über 10 km klassisch und in der Mixed-Staffel jeweils die Bronzemedaille und über 7,5 km Freistil die Goldmedaille. Bei den nordischen Junioren-Skiweltmeisterschaften 2016 in Râșnov gelang ihn der 38. Platz im Sprint, jeweils der neunte Rang über 15 km Freistil und mit der Staffel und den fünften Platz über 10 km klassisch. Ende Januar 2017 wurde er bei den Junioren-Weltmeisterschaften in Soldier Hollow Juniorenweltmeister im Sprint. Zudem belegte er dort den achten Platz im Skiathlon, den sechsten Rang über 10 km Freistil und den vierten Platz mit der Staffel. Sein Debüt im Weltcup hatte er im März 2017 in Drammen, das er auf dem 58. Platz im Sprint beendete. Bei der Tour de Ski 2017/18 holte er in Oberstdorf mit dem 23. Platz im 15-km-Massenstartrennen seine ersten Weltcuppunkte. Bei den U23-Weltmeisterschaften 2018 in Goms belegte er den 19. Platz im Skiathlon, den 12. Rang im Sprint und den siebten Platz über 15 km klassisch. Im März 2018 wurde er bei den deutschen Skilanglaufmeisterschaften in Reit im Winkl zusammen mit Florian Notz Dritter im Teamsprint.
In der Saison 2018/19 belegte Brugger den 17. Platz beim Lillehammer Triple und den 47. Rang beim Weltcupfinale in Québec. Dabei holte er in Lillehammer mit der schnellsten Tageszeit in der Verfolgung seinen ersten Weltcupsieg und erreichte zum Saisonende den 61. Platz im Gesamtweltcup. Bei den U23-Weltmeisterschaften 2019 in Lahti kam er auf den 34. Platz im 30-km-Massenstartrennen, auf den 11. Rang über 15 km Freistil und auf den zehnten Platz im Sprint. Beim Saisonhöhepunkt, den nordischen Skiweltmeisterschaften 2019 in Seefeld in Tirol, lief er auf den 41. Platz im Sprint, auf den 18. Rang über 15 km klassisch und zusammen mit Sebastian Eisenlauer auf den 14. Platz im Teamsprint.
In der folgenden Saison kam er auf den 40. Platz beim Ruka Triple und bei den U23-Weltmeisterschaften 2020 in Oberwiesenthal auf den 26. Platz im 30-km-Massenstartrennen, jeweils auf den siebten Rang mit der Staffel und im Sprint und auf den vierten Platz über 15 km klassisch. Im folgenden Jahr erreichte er mit drei Top-Zehn-Platzierungen, den 30. Platz bei der Tour de Ski. Seine besten Resultate bei den nordischen Skiweltmeisterschaften 2021 in Oberstdorf waren der 28. Platz im Sprint und der siebte Rang mit der Staffel.
In der Saison 2021/22 kam Brugger bei der Tour de Ski 2021/22 auf den 19. Platz und im Gesamtweltcup auf den 37. Rang. Beim Saisonhöhepunkt, den Olympischen Winterspielen 2022 in Peking, belegte er den 38. Platz im Sprint, den 23. Rang im Teamsprint und den 20. Platz über 15 km klassisch. Zudem wurde er dort zusammen mit Friedrich Moch, Florian Notz und Lucas Bögl Fünfter in der Staffel.

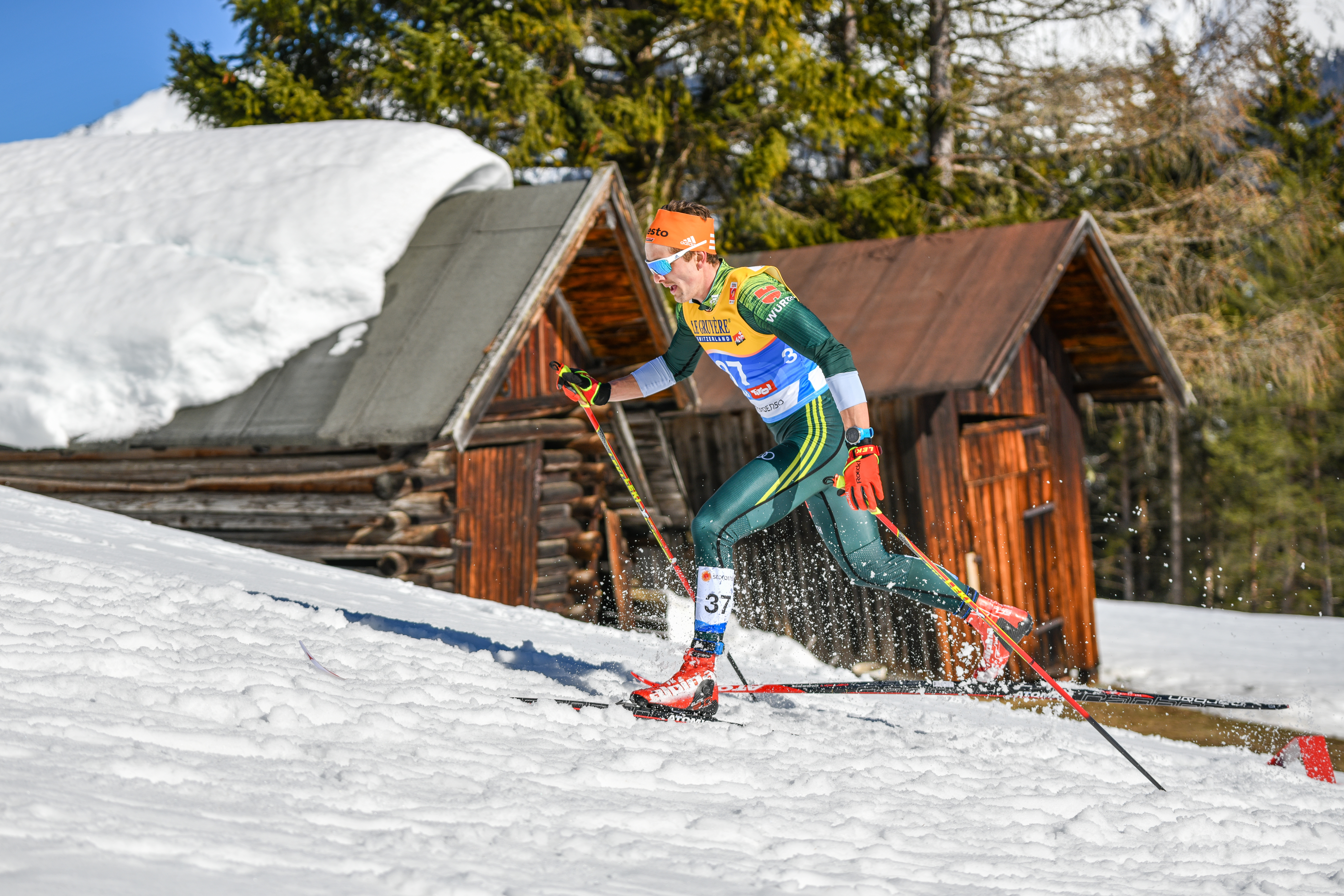
Janosch Brugger beim Langlauf 15 km Einzelstart klassisch (Skiweltmeisterschaften Seefeld 2019)
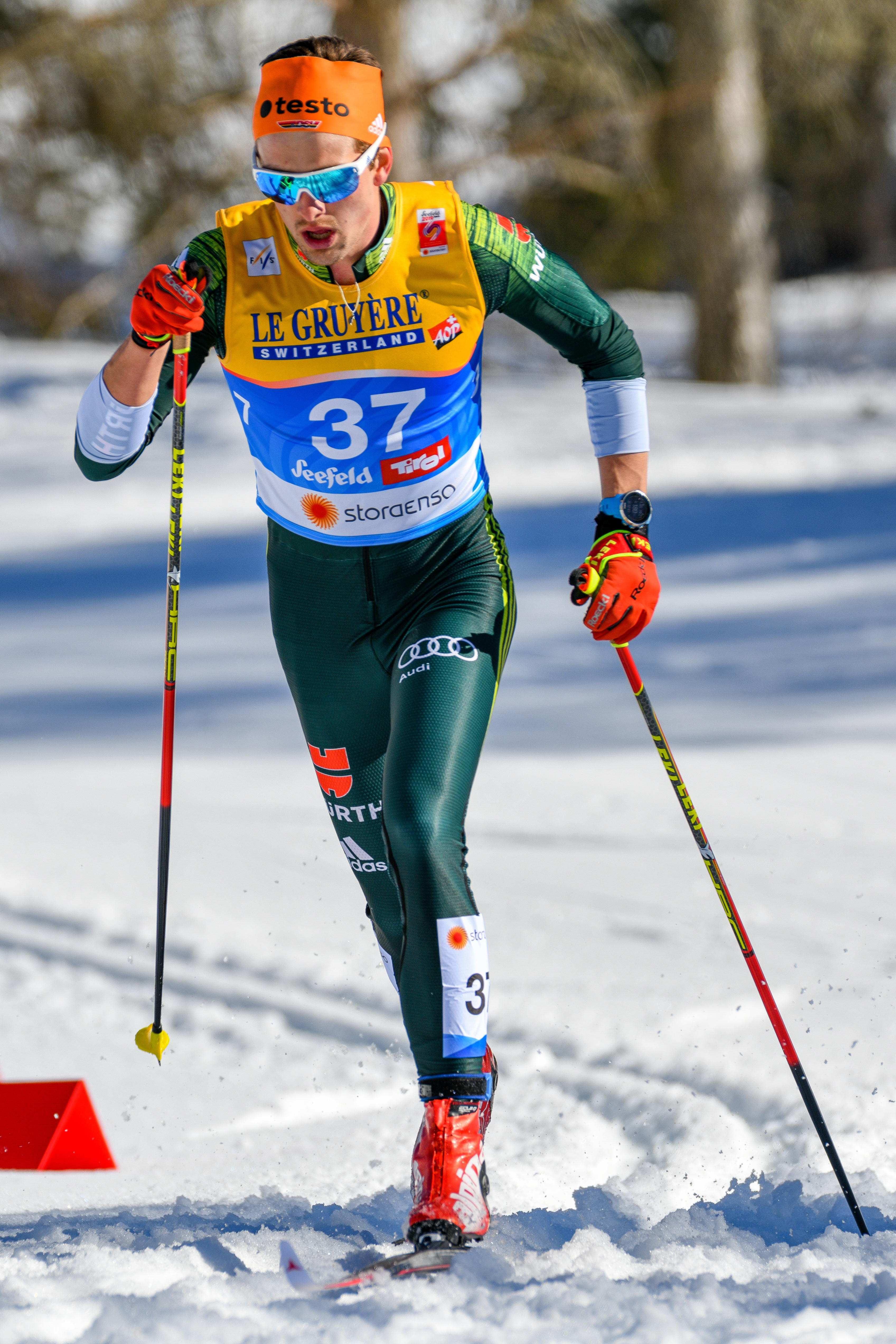
Janosch Brugger beim Langlauf 15 km Einzelstart klassisch (Skiweltmeisterschaften Seefeld 2019)
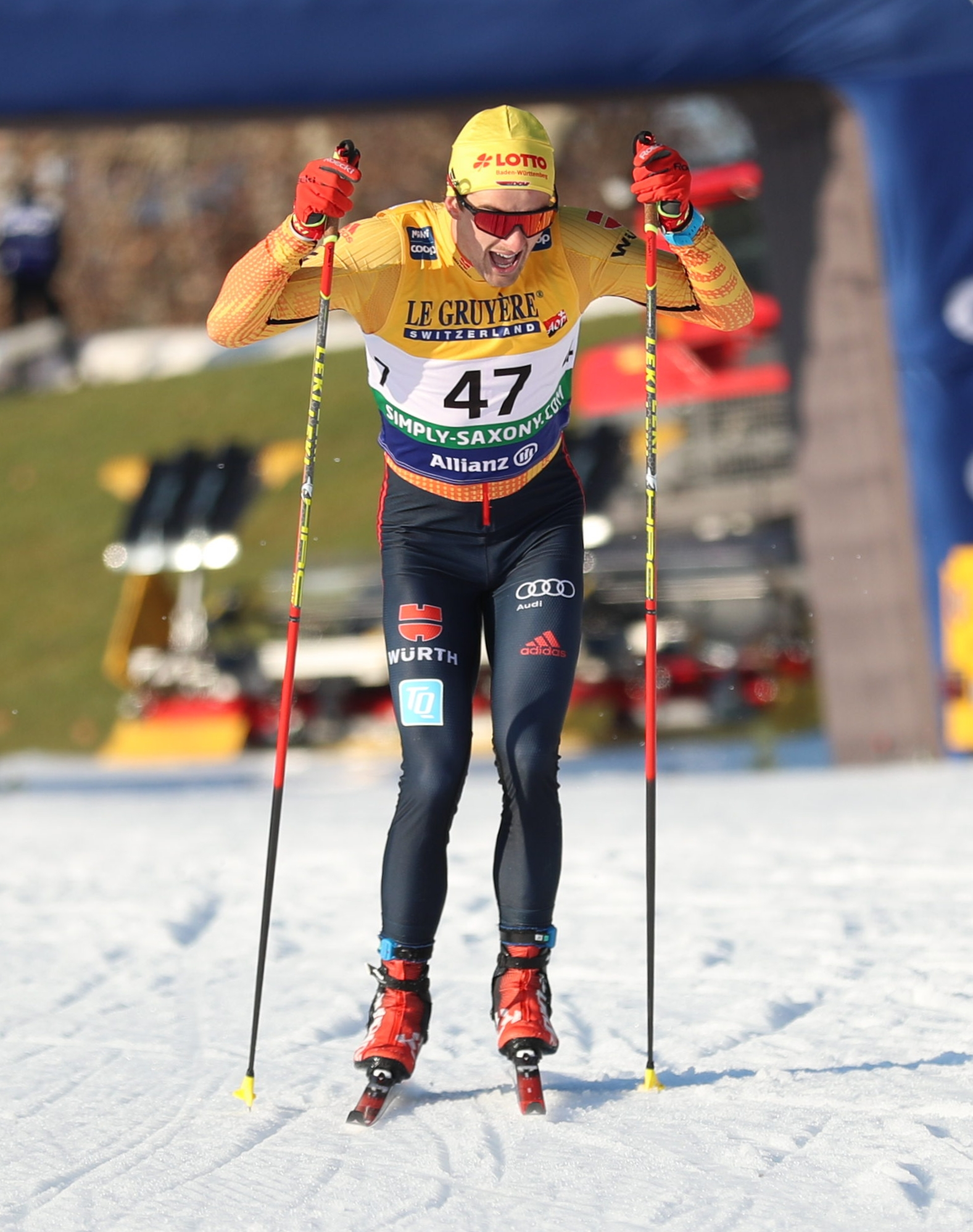
Janosch Brugger beim FIS Cross-Country World Cup 2020-21 in Dresden (Prolog)
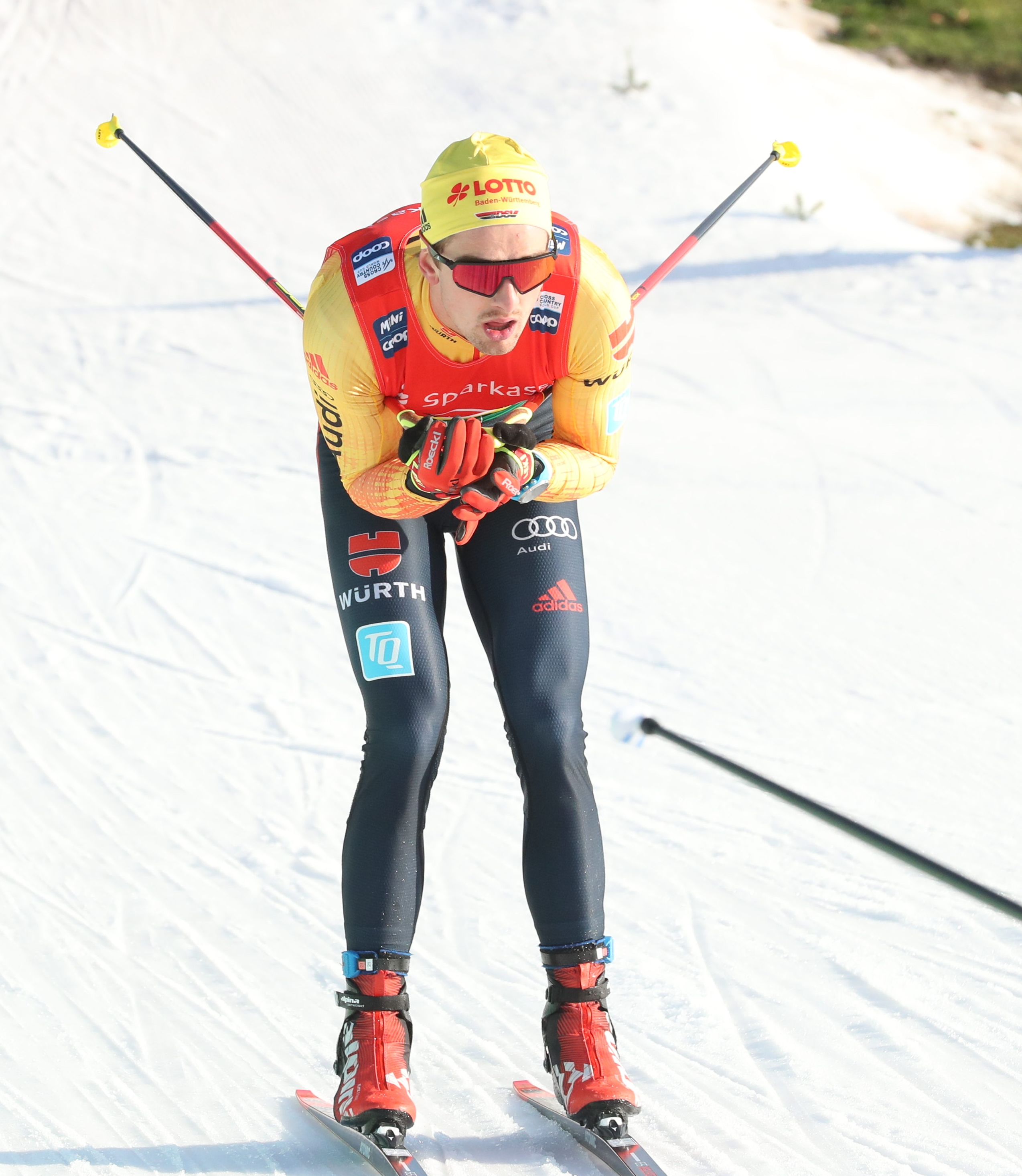
Janosch Brugger beim FIS Cross-Country World Cup 2020-21 in Dresden (Teamsprint)

## Etappensiege bei Weltcuprennen
| Nr. | Datum            | Ort         | Disziplin                    | Rennen              |
| --- | ---------------- | ----------- | ---------------------------- | ------------------- |
| 1.  | 2. Dezember 2018 | Lillehammer | 15 km Verfolgung klassisch 1 | Nordic Opening 2018 |

## Teilnahmen an Weltmeisterschaften und Olympischen Winterspielen

### Olympische Spiele
- 2022 Peking: 5. Platz Staffel, 20. Platz 15 km klassisch, 23. Platz Teamsprint klassisch, 38. Platz Sprint Freistil

### Nordische Skiweltmeisterschaften
- 2019 Seefeld in Tirol: 14. Platz Teamsprint klassisch, 18. Platz 15 km klassisch, 41. Platz Sprint Freistil
- 2021 Oberstdorf: 7. Platz Staffel, 12. Platz Teamsprint Freistil, 28. Platz 15 km Freistil, 28. Platz Sprint klassisch, 39. Platz 50 km klassisch Massenstart
- 2023 Planica: 3. Platz Staffel, 7. Platz Teamsprint Freistil, 30. Platz Sprint klassisch, 31. Platz 15 km Freistil
- 2025 Trondheim: 8. Platz Staffel,  37. Platz 10 km klassisch

## Statistik

### Weltcup-Platzierungen
Die Tabelle zeigt die erreichten Platzierungen im Einzelnen.
- 1.–3. Platz: Anzahl der Podiumsplatzierungen
- Top 10: Anzahl der Platzierungen unter den ersten zehn
- Punkteränge: Anzahl der Platzierungen innerhalb der Punkteränge
- Starts: Anzahl gelaufener Rennen in der jeweiligen Disziplin
- Hinweis: Bei den Distanzrennen erfolgt die Einordnung gemäß FIS.

| Platzierung               | Distanzrennen a | Distanzrennen a | Distanzrennen a | Distanzrennen a | Distanzrennen a | Skiathlon Verfolgung | Sprint | Etappen- rennen b | Gesamt | Team   | Team    |
| Platzierung               | ≤ 5 km          | ≤ 10 km         | ≤ 15 km         | ≤ 30 km         | > 30 km         | Skiathlon Verfolgung | Sprint | Etappen- rennen b | Gesamt | Sprint | Staffel |
| ------------------------- | --------------- | --------------- | --------------- | --------------- | --------------- | -------------------- | ------ | ----------------- | ------ | ------ | ------- |
| 1. Platz                  |                 |                 |                 |                 |                 | 1                    |        |                   | 1      |        |         |
| 2. Platz                  |                 |                 |                 |                 |                 |                      |        |                   |        |        |         |
| 3. Platz                  |                 |                 |                 |                 |                 |                      |        |                   |        |        | 1       |
| Top 10                    |                 | 3               | 2               |                 |                 | 1                    | 2      |                   | 8      | 2      | 8       |
| Punkteränge               |                 | 17              | 7               | 5               | 1               | 5                    | 12     | 4                 | 51     | 7      | 8       |
| Starts                    |                 | 18              | 25              | 8               | 2               | 17                   | 37     | 6                 | 113    | 7      | 9       |
| Stand: Saisonende 2024/25 |                 |                 |                 |                 |                 |                      |        |                   |        |        |         |

### Weltcupwertungen
| Saison  | Gesamt | Gesamt | Distanz | Distanz | Sprint | Sprint |
| Saison  | Punkte | Platz  | Punkte  | Platz   | Punkte | Platz  |
| ------- | ------ | ------ | ------- | ------- | ------ | ------ |
| 2017/18 | 8      | 135.   | 8       | 87.     | –      | –      |
| 2018/19 | 93     | 61.    | 61      | 43.     | 4      | 86,    |
| 2019/20 | –      | –      | –       | –       | –      | –      |
| 2020/21 | 126    | 43.    | 76      | 38.     | 30     | 43.    |
| 2021/22 | 148    | 37.    | 63      | 35.     | 37     | 44.    |
| 2022/23 | 248    | 68.    | 226     | 40.     | 22     | 93.    |
| 2023/24 | 163    | 81.    | 148     | 53.     | 15     | 102.   |
| 2024/25 | 260    | 69.    | 232     | 40.     | 7      | 115.   |